# Semidalis marginalis
Semidalis marginalis is een insect uit de familie van de dwerggaasvliegen (Coniopterygidae), die tot de orde netvleugeligen (Neuroptera) behoort. 
De wetenschappelijke naam Semidalis marginalis is voor het eerst geldig gepubliceerd door Banks in 1930.